# Fernando Pérez Oyarzún
Fernando Alfredo Pérez Oyarzún es un arquitecto, académico e investigador chileno, ganador del Premio Nacional de Arquitectura de Chile. Fue director del Museo Nacional de Bellas Artes de Chile entre 2019 y 2023.

## Formación
Fernando Alfredo Pérez Oyarzún se tituló de arquitecto de la Pontificia Universidad Católica de Chile en 1977 y obtuvo su título de doctor arquitecto de la Escuela Técnica Superior de Arquitectura de Barcelona en 1981.

## Trayectoria
Fernando Alfredo Pérez Oyarzún ha ejercido como académico de la Pontificia Universidad Católica de Chile desde 1974. Entre 1987 y 1990 fue nombrado director de la Escuela de Arquitectura de la misma casa de estudios, y entre 1990 y 2000 fue decano de la Facultad de Arquitectura y Bellas Artes. 
También ha sido Visiting Design Critic de la Universidad de Harvard en 1990, Visiting Fellow del Centro de Estudios Latinoamericanos de la Universidad de Cambridge en 1996 y Simón Bolívar Professor de la misma universidad en 2000. Durante 2007 fue Research Fellow del Swedish Center for the Advanced Study.
Sus investigaciones se han centrado en temas de teoría e historia del proyecto arquitectónico, publicando artículos en revistas como Casabella, Arquitectura Viva, Projeto, Block, Harvard Architecture Review, CA y ARQ.
En 2019 fue nombrado director del Museo Nacional de Bellas Artes de Chile por el Ministerio de las Culturas, las Artes y el Patrimonio como resultado de una convocatoria abierta, siendo sucedido por Varinia Brodsky en 2024.
En marzo de 2022 el Colegio de Arquitectos de Chile lo eligió Premio Nacional de Arquitectura de Chile. Respecto al veredicto, la directiva alabó que Pérez Oyarzún "ha mostrado una fuerte atracción por lo múltiple y un rechazo por cualquier enfoque que resulte reductivo, desde cualquier punto de vista, unido evidentemente también a un particular talento para afrontar los desafíos que tal posición conlleva".

## Obras destacadas
- Centro de Cáncer Nuestra Señora de la Esperanza, Red de Salud UC-Christus[7]
- Escuela de Medicina, junto a Alejandro Aravena. Campus Central de la Pontificia Universidad Católica de Chile
- Biblioteca de Biomédica, junto a Alejandro Aravena. Campus Central de la Pontificia Universidad Católica de Chile
- Edificio Académico Facultad de Artes, junto a José Quintanilla y Equipo DESE
- Centro de Extensión Oriente: Edificio fachada, junto a José Quintanilla[8]

## Reconocimientos
- 2010 — Premio Sergio Larraín García-Moreno del Colegio de Arquitectos de Chile
- 2012 — Premio a la Excelencia docente de la Pontificia Universidad Católica de Chile
- 2014 — Premio Arquitecto Mayor de la Universidad Mayor[9]
- 2019 — Medalla AOA a la trayectoria académica[10] de la Asociación de Oficinas de Arquitectura
- 2022 — Premio Nacional de Arquitectura de Chile por el Colegio de Arquitectos de Chile.

## Publicaciones
- 1991 — Le Corbusier y Sud América. Ediciones ARQ.
- 1993 — Christian de Groote, la Arquitectura de Tres Décadas de Trabajo. Ediciones ARQ.
- 1999 — Los Hechos de la Arquitectura, junto a Alejandro Aravena y José Quintanilla. Ediciones ARQ.
- 2003 — Escuela de Valparaíso – Ciudad Abierta, junto a Rodrigo Pérez de Arce. Editorial TANAIS
- 2014 — El Espejo y el Manto, Ortodoxia/Heterodoxia. Ediciones ARQ.
- 2016 — Arquitectura en el Chile del siglo XX. Ediciones ARQ
- 2021 — Emilio Jequier, la construcción de un patrimonio. Ediciones ARQ